# Bravo-Jahrescharts 1992
Die Bravo-Jahrescharts werden zum Jahresende von der Bravo-Redaktion als Hitliste erstellt. Die Jugendzeitschrift Bravo erscheint seit 1956 und enthält in jeder Wochenausgabe eine Hitliste, die von den Lesern gewählt wurde. Seit 1960 können die Bravo-Leser außerdem ihre beliebtesten Gesangsstars wählen und dekorieren sie mit dem Bravo Otto.

## Bravo-Jahrescharts 1992
1. If You Go Away – New Kids on the Block – 882 Punkte
2. November Rain – Guns n’ Roses – 496 Punkte
3. It’s My Life – Dr. Alban – 479 Punkte
4. To Be with You – Mr. Big – 427 Punkte
5. Rhythm Is a Dancer – Snap! – 396 Punkte
6. Das Boot – U 96 – 385 Punkte
7. World in My Eyes – Depeche Mode – 353 Punkte
8. How Do You Do! – Roxette – 345 Punkte
9. (Everything I Do) I Do It for You – Bryan Adams – 304 Punkte
10. Black or White – Michael Jackson und außerdem Don’t Cry – Guns n’ Roses – 276 Punkte
11. I Can’t Dance – Genesis und außerdem Knockin’ on Heaven’s Door – Guns n’ Roses – 249 Punkte
12. Don’t Talk Just Kiss – Right Said Fred – 238 Punkte
13. Stay – Shakespears Sister – 236 Punkte
14. Please Don’t Go – Double You – 232 Punkte
15. The Show Must Go On – Queen – 223 Punkte
16. Sweat (A La La La La Long) – Inner Circle – 210 Punkte
17. Smells Like Teen Spirit – Nirvana – 205 Punkte
18. I Love Your Smile – Shanice – 202 Punkte

## Bravo-Otto-Wahl 1992

### Pop/Rock-Gruppe
1. Goldener Otto: Roxette
2. Silberner Otto: New Kids on the Block
3. Bronzener Otto: Genesis

### Hard-'n-Heavy-Gruppe
1. Goldener Otto: Guns n’ Roses
2. Silberner Otto: Mr. Big
3. Bronzener Otto: Scorpions

### Dancefloor
1. Goldener Otto: Dr. Alban
2. Silberner Otto: Marky Mark & The Funky Bunch
3. Bronzener Otto: Die Fantastischen Vier

### Pop Sänger
1. Goldener Otto: Michael Jackson
2. Silberner Otto: David Hasselhoff
3. Bronzener Otto: Bryan Adams

### Pop Sängerinnen
1. Goldener Otto: Sandra
2. Silberner Otto: Madonna
3. Bronzener Otto: Mariah Carey